# Gouffre de Belvaux
Pour les articles homonymes, voir Belvaux (homonymie).
Le gouffre de Belvaux est le point d'entrée, ou perte, de la Lesse souterraine. Il se situe sur la commune belge de Rochefort (section de Han-sur-Lesse), plus précisément dans la réserve animalière du Domaine des grottes de Han. En fonction du débit de la rivière, la résurgence des eaux de la Lesse qui disparaissent dans le gouffre de Belvaux se produit environ vingt-quatre heures plus tard au trou de Han, de l'autre côté du massif de Boine. Ce massif calcaire abrite les grottes de Han et d'autres cavités karstiques, comme notamment la grotte du Père Noël et le trou des Crevés, situés plus en amont et ayant fonctionné comme d'anciennes pertes de la Lesse.

## Géologie
Le massif de Boine se développe essentiellement dans les calcaires givétiens du Dévonien moyen (paléozoïque). Une bande de calcaire argileux et de schistes très peu perméables appartenant au membre de Flohimont recoupe le massif calcaire. Elle fait office de barrière hydrogéologique entre le cours actuel de la Lesse souterraine et un cours beaucoup plus ancien dans lequel la grotte du Père Noël a été creusée antérieurement.

## Historique et découvertes
Le fond du gouffre, à -45 mètres, fut atteint en plongée par Bob Destreille le 6 septembre 1964.
L'année 1971 fut témoin de la disparition tragique en plongée de Daniel Ameye qui ne réapparut jamais à l'issue de sa tentative pour essayer de franchir le siphon du gouffre.
La Drève des Étançons, désobstruée par le spéléo club de l'Université catholique de Louvain (SCUCL) entre 1964 et 1972, est située dans les éboulis auxquels donne accès le porche de l'ancienne entrée de la Lesse ; elle permet de rejoindre une partie de la Lesse souterraine, navigable sur plus de 500 mètres.
La jonction par siphon entre le réseau de l'au-delà (grottes touristiques) et l'extrémité connue de la Lesse souterraine fut réalisée par Claude Grandmont (SCUCL) en 1987 après de nombreuses séances de reconnaissance et d'équipement du siphon en fil d’Ariane. Jean-Pierre Bastin, Michel Pauwels et plusieurs autres plongeurs participèrent également aux plongées de reconnaissance qui aboutirent à cette jonction.
En 1988, une équipe de plongeurs comprenant également des membres du SCUCL réalisa la première et unique jonction en plongée entre le gouffre de Belvaux et le premier bras mort de la Lesse souterraine.
Le 10 novembre 2019, 60 ans après la découverte du Réseau Sud en plongée par Marc Jasinski et 47 ans après la découverte de la Lesse souterraine par leurs aînés, une équipe du SCUCL a dégagé et ouvert un passage à l’air libre entre la salle de la Pentecôte (réseau Sud) et le Labyrinthe, partie extrême de la Lesse souterraine navigable,,. À la suite d'une toute récente réévaluation de la longueur d’une éventuelle jonction, variant selon les versions des relevés topographiques disponibles d‘une centaine à seulement une dizaine de mètres, il était devenu clair que la recherche du passage manquant n’était pas une opération insensée. De nouveaux travaux ont donc été entamés le 16 août 2019 par une première reconnaissance sonore réalisée par deux équipes situées de part et d'autre du passage recherché mais encore complètement colmaté par l'argile. Contre toute attente, une excellente communication radio et un contact acoustique très net furent immédiatement établis au moyen de walkie-talkies et de coups de marteau assénés sur les parois rocheuses. L’existence d’une petite lame d’air libre subsistant au-dessus du dépôt argileux fut ensuite également confirmée à la voix et par un test à la fumée. La réalisation de cette jonction a nécessité 9 séances de déblais dans une argile particulièrement collante et thixotropique qui a rapidement transformé le passage en cloaque de boue liquide. Afin de ne pas salir la salle de la Pentecôte sur le trajet du retour, les spéléologues ont dû changer de bottes, de gants et de combinaisons pour sortir de la grotte après chaque séance de déblais.

## Crue de la Lesse
En période hivernale, lorsque le débit de la Lesse dépasse celui d'absorption du gouffre (27 mètres cubes par seconde), la Lesse déborde et reprend temporairement son ancien lit dans la dépression de la chavée contournant le massif de Boine jusqu'au village de Han-sur-Lesse. On dit alors que la Lesse tourne quand elle emprunte à nouveau le cours d'un de ses anciens méandres pour rejoindre la sortie actuelle des grottes. Ce phénomène n'est pas exceptionnel mais est cependant relativement peu fréquent.